# 希兹尔
希兹尔（al-Hidir Abu Hoca，?—?），西喀喇汗国第三代汗，贝里特勤（桃花石·博格拉·喀喇汗）的儿子。1080年，兄长纳赛尔去世，希兹尔即位。希兹尔为人宽厚，但在位时间很短。希兹尔去世，其子阿赫马德即位。西喀喇汗国进入衰落时期。
| 前任： 纳赛尔汗 | 西喀喇汗国可汗 1080年—？ | 繼任： 阿赫馬德 |